# Elleanthus sodiroi
Elleanthus sodiroi är en orkidéart som beskrevs av Rudolf Schlechter. Elleanthus sodiroi ingår i släktet Elleanthus och familjen orkidéer.
Artens utbredningsområde är Ecuador. Inga underarter finns listade i Catalogue of Life.